# Medalha Paracelso
A Medalha Paracelso (em alemão:  Paracelsus-Medaille) é a mais significativa premiação da Deutscher Ärztetag. É concedida anualmente desde 1952, destinada de dois a seis médicos.“

## Recipientes
- 1952: Albert Schweitzer, August Heisler, Albert Dietrich
- 1953: Max Nonne, Willy Hellpach, Karl Stoevesandt, Herbert Siegmund
- 1954: Wolfgang Heubner, Ottmar Kohler, Ludwig Sievers, Karl Haedenkamp
- 1955: Friedrich Thieding, Richard Siebeck, Hildegarde Haslinger
- 1956: Max Bürger, Hans Carossa, Carl Oelemann
- 1957: Paul Martini, Günther Huwer, Paul Linsmann
- 1958: Hans Schulten, Ludwig Diem, Richard Hammer
- 1959: Hans Neuffer, Bernhard de Rudder
- 1960: Walter Stoeckel, Louis Bauer, Curt Emmrich
- 1961: Heinrich Martius, Siegfried Rosenbaum, Viktoria Steinbiß
- 1962: Georg Benno Gruber, Grete Albrecht, Theodor Joedicke, Berthold Rodewald
- 1963: Theodor Dobler, Ferdinand Hoff
- 1964: Heinrich Gottron, Paul Petersilie, Gustav Sondermann, Friedrich Völlinger
- 1965: Elinor Hubert, Werner Koll, Fritz Neuenzeit, Bernhard Villinger
- 1966: Friedrich Pauwels, Hans Kleinschmidt, Rudolf Weise, Konrad Bihl
- 1967: Rudolf Nissen, Bruno Hering, Max Obé
- 1968: Wilhelm Tönnis, Max Gänsslen, Franz Mündel
- 1969: Rudolf Schoen, Friedrich Voges, Werner Röken, Paul Schroeder, Gerhard Jungmann
- 1970: Paul Eckel, Martin Thomsen, Grete Thomsen, Gustav Hopf
- 1971: Carl Erich Alken, Franz Büchner, Albert Schretzenmayr
- 1972: Gerhard Küntscher, Karl Schuchardt, Josef Seidl
- 1973: Alfred Consten, Robert Schimrigk, Horst Habs
- 1974: Lena Ohnesorge, Heinrich Brügger, Peter Sachse
- 1975: Bernhard Degenhard, Ernst Fromm, Rudolf Soenning, Hermann Zwecker, Alkmar von Kügelgen
- 1976: Hans Erhard Bock, Ernst Derra, Hermann Hoepke, Hugo Wilhelm Knipping, Heinz Schauwecker
- 1977: Elisabeth Alletag-Held, Reinhard Aschenbrenner, Günther Haenisch
- 1978: Werner Haupt, Hermann Mai, Fritz Rehbein
- 1979: Erich Hein, Julius Berendes, Wilhelm Schneider
- 1980: Josef Stockhausen, Rolf Schlögell, Rudolf Zenker, Franz Grosse-Brockhoff
- 1981: Hermann Kerger, Heinz Kirchhoff, Hubertus Werner
- 1982: Hermann Goecke, Friedrich-Wilhelm Koch, Fritz Linder
- 1983: Wilhelm Heim, Hans Kuhlendahl, Erwin Stetter
- 1984: Franz Gross, Hans Graf von Lehndorff, Hansjakob Mattern
- 1985: Wilhelm Doerr, Otto Lippross, Kaspar Roos
- 1986: Ernst Custodis, Helmut E. Ehrhardt, Hans Wolf Muschallik
- 1987: Eugen Goßner, Walter Kreienberg, Herbert Micka, Hanns Peter Wolff
- 1988: Hermann Braun, Rudolf Gross, Hans Schaefer
- 1989: Erich Graßl, Heinrich Schipperges, Ernst-Eberhard Weinhold
- 1990: Wilhelm Baldus, Hedda Heuser-Schreiber, Peter Stoll
- 1991: Hans Hornbostel, Gotthard Schettler, Wilhelm Theopold
- 1992: Friedrich Loew, Gustav Osterwald, Hans Joachim Sewering
- 1993: Sabine von Kleist, Klaus Dehler, Wolfgang Schega, Edgar Ungeheuer
- 1994: Horst Bourmer, Paul Erwin Odenbach, Fritz Scheler, Paul Schölmerich
- 1995: Ernst Unger, Manuel Eugénio Machado Macedo, Heinz Losse, Ingeborg Retzlaff
- 1996: Helmuth Klotz, Karl-Heinz Schriefers, Hans-Stephan Stender, André Wynen
- 1997: Michael Arnold, Wilfried Fitting, Jacques Robert Marie Moulin, Horst-Joachim Rheindorf, Otto Scholz
- 1998: Hans Engelhard, Kurt-Alphons Jochheim, Fritz Kemper
- 1999: Klaus-Ditmar Bachmann, Willi Heine, Gerhard Löwenstein, Wolfgang Schmidt
- 2000: Franz Carl Loch, Ruth Mattheis, Dietrich Rössler, Karsten Vilmar
- 2001: Walter Brandstädter, Ingeborg Falck, Klaus Hellmann
- 2002: Georg Holfelder, Wildor Hollmann, Hanns Gotthard Lasch, Ruprecht Zwirner
- 2003: Horst Buck-Gramcko, Hans Hege, Hellmut Mehnert
- 2004: Ursula Auerswald, Gert Carstensen, Ingrid Hasselblatt-Diedrich, Wolfgang Mangold, Cicely Mary Strode Saunders, Klaus Springfeld
- 2005: Heinz Diettrich, Jürgen Hammerstein, Heinz Pichlmaier
- 2006: Eggert Beleites, Wilhelm Ertz, Erwin Kuntz, Carl Schirren
- 2007: Ellen Müller-Dethard, Bruno Müller-Oerlinghausen, Otto Schloßer, Hans-Jürgen Thomas
- 2008: Fritz Beske, Heyo Eckel, Siegmund Kalinski, Horst-Eberhard Richter
- 2009: Rolf Bialas, Theodor Hellbrügge, Fritz Kümmerle, Ernst Rebentisch
- 2010: Albrecht Encke, Klaus Hupe, Alfred Möhrle, Eduard Seidler, Hellmut Koch
- 2011: Heinz Angstwurm, Gisela Fischer, Herbert Britz, Ulrich Gottstein
- 2012: Jörg-Dietrich Hoppe, Joachim Koch, Winrich Mothes, Hans-Bernhard Wuermeling
- 2013: Siegfried Borelli, Hermann Hepp, Christel Taube, Hans-Joachim Woitowitz
- 2014: Gisela Albrecht, Otto Bach, Volker Diehl, Gerhard Trabert
- 2015: Waltraut Kruse, Hansjörg Melchior, Dieter Mitrenga, Peter Christian Scriba[2]
- 2016: Friedrich-Wilhelm Kolkmann, Nib Soehendra, Tankred Stöbe, Jan Schulze
- 2017: Monika Hauser, Günter Stein, Birgit Weihrauch, Klaus-Dieter Wurche[3]
- 2018: Margita Bert, Hans Georg Borst, Felix Zintl[4]
- 2019: Ingo Flenker, Marianne Koch, Armin Rost
- 2020: Ursula Stüwe, Ute Otten, Stephan Letzel
- 2021: Michael von Cranach, Christoph Fuchs, Viola Hach-Wunderle, Li Wenliang